# Castell de Mosset
El Castell de Mosset és una construcció del segle xi o XII del poble nord-català de Mosset, a la comarca del Conflent.
Està situat en el lloc més enlairat, al nord, del nucli del poble de Mosset.

## Història

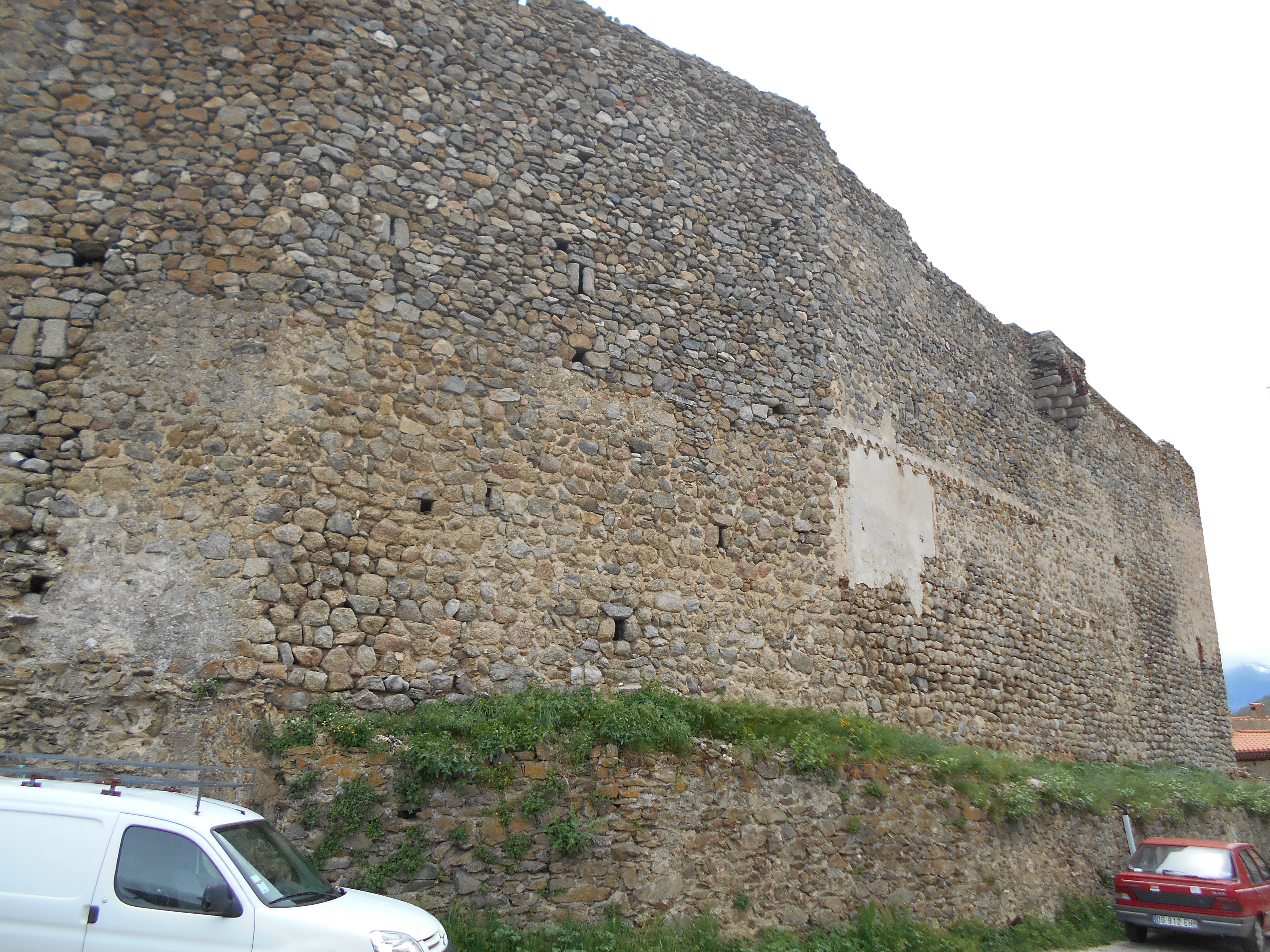
Muralla sud del castell

Una butlla del Papa Joan XIII de l'any 968 defineix les possessions de Sant Miquel de Cuixà a la vall de Mosset, però el castell no s'esmenta fins al 1175, quan el rei Alfons I de Catalunya-Aragó donà permís a Pere de Domanova per a construir on volgués de la vall de Mosset un castell o fortalesa: facias forciam in valle de Mosseto, ubicumque et quantumquenque facere volueris, terreum et lapideam. El poble de Mosset, situat fins aleshores a l'entorn de l'església, ara en ruïnes, de Sant Julià Vell, s'estava traslladant al nou emplaçament del Vilar de Corts, el Mosset actual. Succeí Pere de Domanova la seva filla Cerdana de Rodés, muller de Guillem de Canet, qui entre el 1190 i el 1218 és qui rep el reconeixement feudal d'Ademar de Mosset.

## Els senyors de Mosset

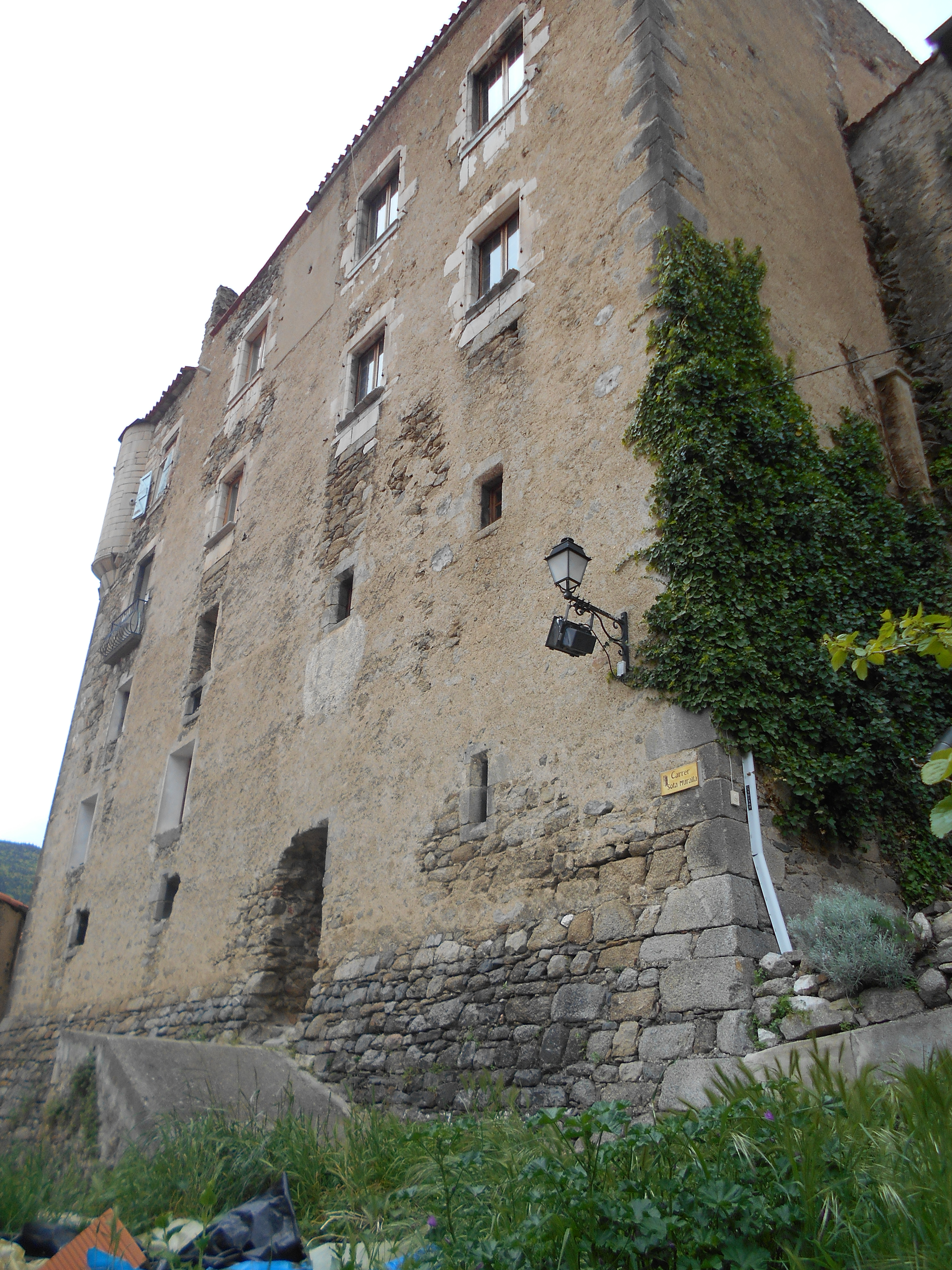
Façana est del castell

Des dels darrers anys del segle xi està documentada l'existència d'una nissaga senyorial local, sortida del lloc de Breses: Guillem, amb els seus germans Guifré, Sunifred, Ramon, Miró i Delà, consten el 1034 com a senyors d'un alou a la vall de Mosset. Posteriorment, consten el fill de Guillem, Ramon, el fill del qual, Ademar I, ja llueix el títol de senyor de Mosset. A Ademar I, mort després del 1091, el succeí el seu fill Arnau I, mort després del 1162; després, el seu fill Ademar II, mort després del 1175, el fill d'aquest darrer, Arnau II, mort després del 1213, Ademar III, fill d'Arnau II, mort després del 1279, Arnau III, mort després del 1292 i Ademar IV, mort després del 1355, qui és el primer que no és ja només senyor de Mosset: consta com a baró de Mosset (la baronia fou creada el 1330 per Jaume III de Mallorca) i Montesquiu, i senyor de la Roca d'Albera, Nidoleres, el Voló i Sant Martí del Tet. El seu fill, Ademar V, mort vers el 1378, que és qui interromp aquesta línia de successions de pares a fills. El succeeix la baronessa de Mosset (no se'n conserva el nom), germana d'Ademar V, muller d'Arnau de Saga.
A finals del segle xiv, doncs, la senyoria, després baronia, de Mosset, canviava de família. Arnau de Saga la cedí a la seva filla Beatriu, muller de Berenguer d'Oms, baró de Montescot. El 1374 la baronia fou venuda a Andreu de Fenollet, vescomte d'Illa i de Canet, qui el 1386 la deixava en testament a Hug de Santa Pau i de Ribelles. A través d'un enllaç matrimonial, la baronia passà als de Cruïlles, i fou un d'aquesta casa, Galceran de Cruïlles qui reconstruí el castell el 1563. Encara, posteriorment passà als Margarit, marquesos d'Aguilar, els quals la conservaren fins a la fi de l'Antic Règim.

## L'edifici

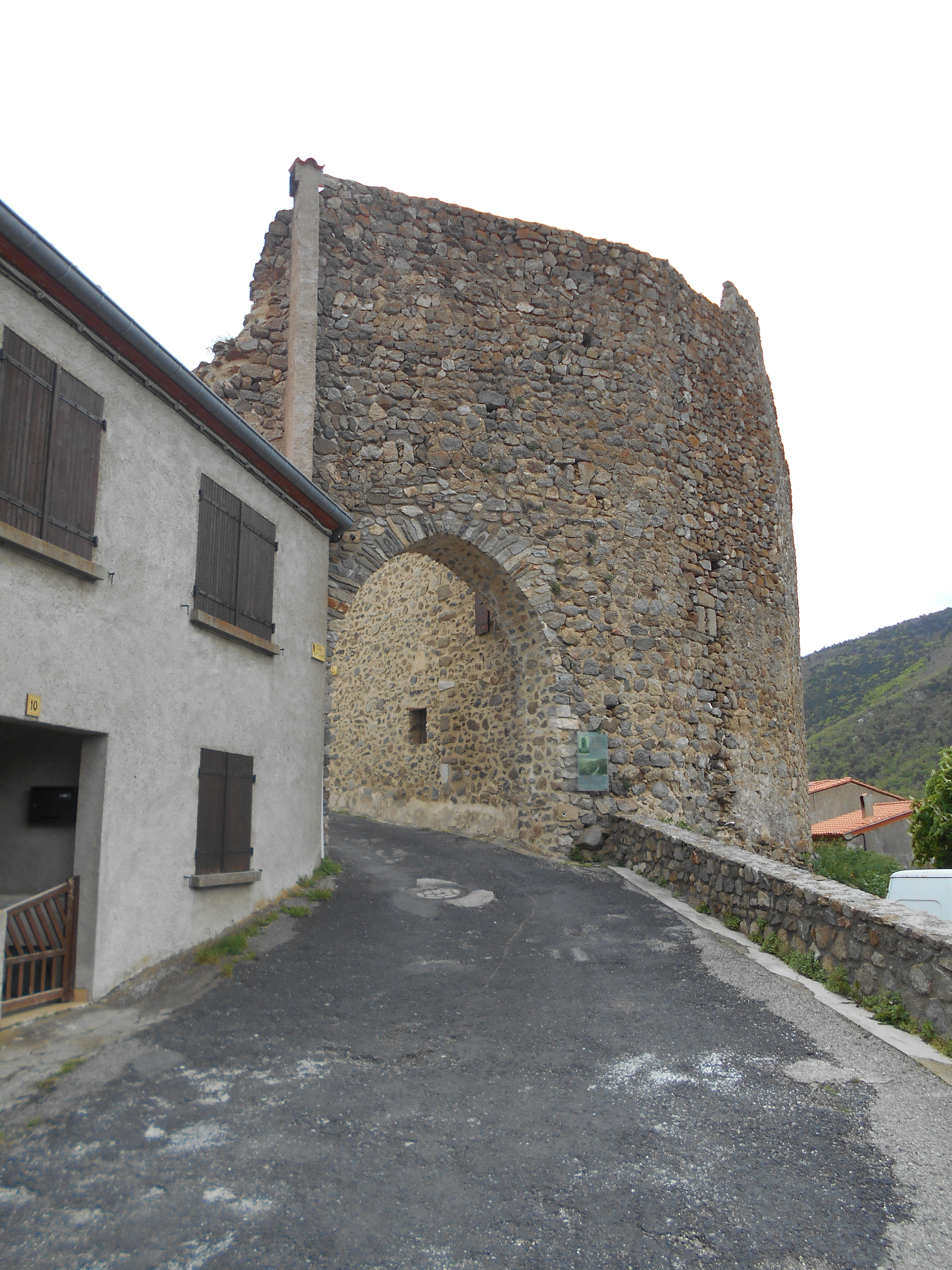
Portal del castell, al nord-oest

El que es conserva avui dia del Castell de Mosset és un recinte molt gran que ocupa tot el cim del turó que corona el poble, de planta poligonal. Fa uns 45 metres tant d'amplada com de longitud, amb un gran portal a l'extrem nord. Avui dia el portal apareix del tot espoliat de les pedres nobles que en constituïen l'arc i els muntants; al sud-est s'obre un portalet cap a les Escales de Bonavista, fet amb pedra més blanca, que conserva l'arc de mig punt. Al costat seu es va construir un gran casal amb garites als angles, modern, que va desfigurar tot el sector meridional del castell. Així mateix, es van aixecar diverses cases dins del recinte del castell, en el seu Pati d'Armes, anomenat Plaçal, a Mosset.
El sector més ben conservat és l'oest, amb un pany de muralla que arriba als 8 metres d'alçada, amb un gruix d'1,3, al llarg de més de 50 metres. Les filades inferiors són més antigues, fetes amb carreus més quadrats i més ben tallats, amb les fileres més ben disposades que les superiors. Al cim hi ha les restes d'un matacà, i prop del portal, espitlleres modernes per a armes de foc. El tipus d'aparell es correspon amb l'època documentada: finals del segle xii i XIII.

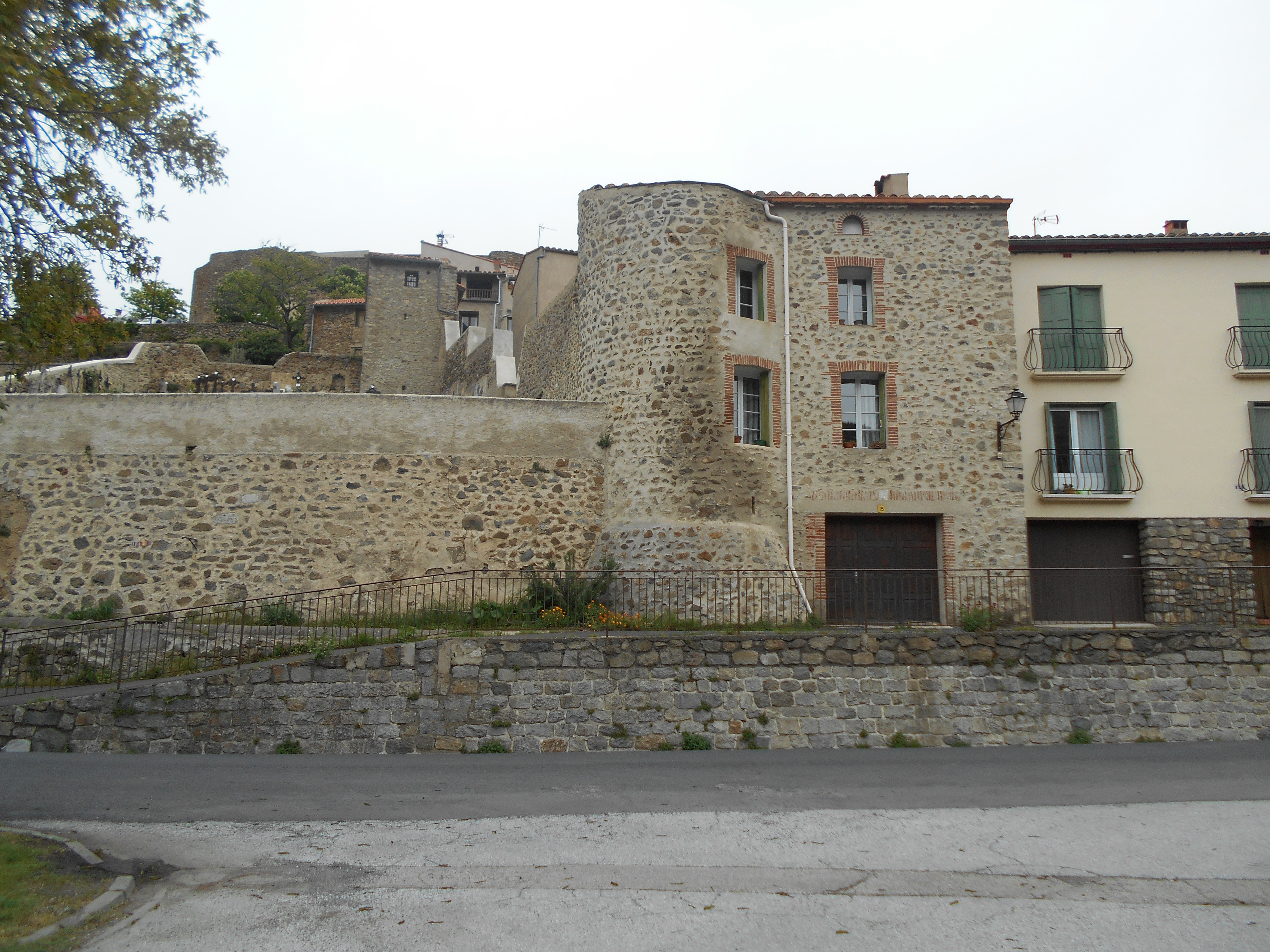
Muralles de l'oest i cementiri vell

El castell tenia continuïtat cap al poble a través d'un recinte del qual es conserven quatre portals i almenys dues torres del clos que, en molts trossos formaven les mateixes cases. Al costat nord-est del poble, visible des de la carretera, hi ha una torre del recinte murat, i una altra a l'oest. Les portes són: el Portal d'Avall, o de Santa Magdalena, ran de la capçalera de l'església; el de Comagelada, al Camí de Sornià, on hi ha la capella de Santa Maria de Vedrinyans, el del Castell, ja esmentat, i el Portal de França, d'on sortia el camí de Coll de Jau. Aquest recinte és ja del segle xiv.
| Portals de Mosset      | Portals de Mosset          | Portals de Mosset         | Portals de Mosset    | Portals de Mosset | Portals de Mosset |
| ---------------------- | -------------------------- | ------------------------- | -------------------- | ----------------- | ----------------- |
|                        |                            |                           |                      |                   |                   |
| Portal est del castell | Un dels portals del Plaçal | Portal de Santa Magdalena | Portal de Comagelada | Portal de França  |                   |